# Абовјан
Абовјан (јерм. Աբովյան) је град у Јерменији у марзу Котајк. Налази се 10 км североисточно од главног града Јеревана и 36 км југоисточно од регионалног центра града Храздана. Град је 2009. имао 46.000 становника, што је за 13.000 мање у односу на резултате пописа из 1989. године. 
Најважнији путеви који воде из Јеревана ка североистоку пролазе кроз Абовјан, који се сматра и „северном капијом Јеревана“.

## Географија
Абовјан је смештен у покрајини Котајк, у централном делу Јерменије, између река Храздан, Азат и Гетар. Са северозапада га окружују Гегамске планине, на северу су планине Хетис и Гутанасар, Хразданска клисура је на западу а узвишење Норк на југу. Клима је континентална и доста сува, са врелим летима и хладним зимама. У граду постоји и мало језеро по имену Акна. 

## Историјат града
Град је основан 1963. године, а све до 1961. малено сеоце Елар (које је данас четврт Абовјана) је било једино насељено место у том крају. Сеоце је преименовано у садашњи назив у част јерменског књижевника Хачатура Абовјана. 
Током археолошких истраживања у околини данашњег града пронађени су остаци утврђења, гробови и неколико скулптура из бронзаног доба. Недалеко од града на узвишењу се налази црква Светог Стефана из 1851. године.

## Привреда
Град има развијену индустрију, посебно грађевинског материјала и хемијских производа. У њему се налази једна од највећих пивара у Јерменији.

## Образовање и спорт
У граду се налази 10 јавних школа, две више школе и 9 вртића. У Абовјану су седишта Државног Института за туберкулозу и Института за патогене микроорганизме Националне Академије Наука Јерменије. 
Фудбалски клуб Котајк Абовјан је један од најстаријих у земљи. 

## Градови побратими
- Вилербан, Француска од 1999;